# Weschdi Raschidow

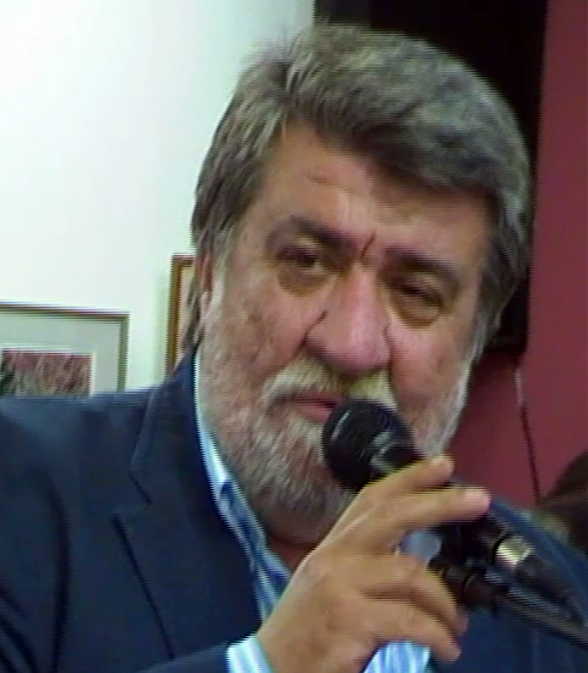
Weschdi Raschidow

Weschdi Letif Raschidow (auch Vesdi Letif Raschidov geschrieben, bulgarisch Вежди Летиф Рашидов; * 14. Dezember 1951 in Dimitrowgrad, Bulgarien) ist ein türkischstämmiger Bildhauer und Politiker der GERB-Partei in Bulgarien. Er gilt als einer der bekanntesten Kritiker des ebenfalls türkischstämmigen Ahmed Dogan, dem Vorsitzenden der Bewegung für Rechte und Freiheiten. Raschidow ist Mitglied des Salon d’Automne in Paris.

## Leben
Weschdi Raschidow wurde 1951 in Stadt Dimitrowgrad, in Südwestbulgarien geboren. Seine Mutter war die bekannte Folkloresängerin für bulgarische und türkische Folklore-Lieder Kadriye Latifova, sein Vater war Bergbauingenieur. 1953 zog seine Familie nach Chaskowo. Dort besuchte Raschidow die Grundschule. Als er in der vierten Klasse war, verstarb seine Mutter bei einem Autounfall. Die folgenden Jahre bis zur 7. Klasse verbrachte er im Waisenhaus in Studen Kaldenez.
Nach dem Abschluss der siebten Klasse bewarb er sich am Kunstgymnasium in Sofia, scheiterte jedoch bei den Aufnahmeprüfungen. Sein Vater schickte ihn dann zur Ausbildung an die Berufsschule für Bergbauelektrotechnik in Madan. Nach einem Jahr bewarb er sich erneut am Kunstgymnasium in Sofia und bestand dieses Mal die Aufnahmeprüfungen. 1978 absolvierte er die Kunsthochschule in Sofia.
2002 wurde Raschidow mit dem höchsten bulgarischen Verdienstorden Orden „Stara Planina“ ausgezeichnet.
Weschdi Raschidow hatte über 40 selbständige Ausstellungen in Bulgarien und im Ausland. Einigen seiner Werke wurden Auszeichnungen verliehen, darunter sind der Preis des Bulgarischen Nationalen Radios, der Preis des Festivals des bulgarischen Films.
2010 wurde er Ehrenbürger von Dimitrowgrad.

## Politik
Obwohl Weschdi Raschidow ein Türke ist, gehört er zu den bekanntesten Kritikern der von der türkischen Minderheit in Bulgarien dominierten Partei Bewegung für Rechte und Freiheiten (BRF) und ihres Vorsitzender Ahmed Dogan. Raschidow kritisiert vor allem die Konzentration von politischer und wirtschaftlicher Macht in den Händen ihres Vorsitzenden und die weit verbreitete Korruption in der oberen Ebene der Parteiführung. Weiterhin kritisiert er die Diskrepanz zwischen dem Reichtum der Parteiführung und die Armut ihrer Parteibasis.
Bei den Parlamentswahlen 2009 führte er die Liste für Verhältniswahl und Mehrheitswahl der Partei GERB in der BRF-Hochburg Kardschali gegen Ahmed Dogan und dessen Partei Bewegung für Rechte und Freiheiten an. Dabei verlor er im direkten Duell mit Ahmed Dogan in der Mehrheitswahlliste, wurde dennoch über die Verhältniswahlliste ins Parlament gewählt.
Nach der bulgarischen Parlamentswahl 2009, die von der Partei GERB gewonnen wurde, wurde Weschdi Raschidow am 27. Juli als Kulturminister in der Regierung von Bojko Borissow vereidigt.
Im Oktober 2022 wurde er zum Parlamentspräsidenten gewählt.
Am 26. Juni 2023 wurde eine Frau von ihrem Ex-Partner schwer verletzt. Der Täter wurde jedoch schnell wieder auf freien Fuß gesetzt. Die Proteste daraufhin führten zu einer Verschärfung des Gesetzes zum Schutz vor häuslicher Gewalt. Raschidow kommentierte dies mit: „Es gibt schon jetzt Gesetze. Was soll der Unsinn? Alle Huren sind plötzlich aufgewacht und haben wohl gemerkt, dass sie vor 16 Jahren vergewaltigt wurden“. Er entschuldigte sich später und trat von seinen Ämtern zurück. Er bleibt aber Abgeordneter.